# Weller Pottery
Pour les articles homonymes, voir Weller.

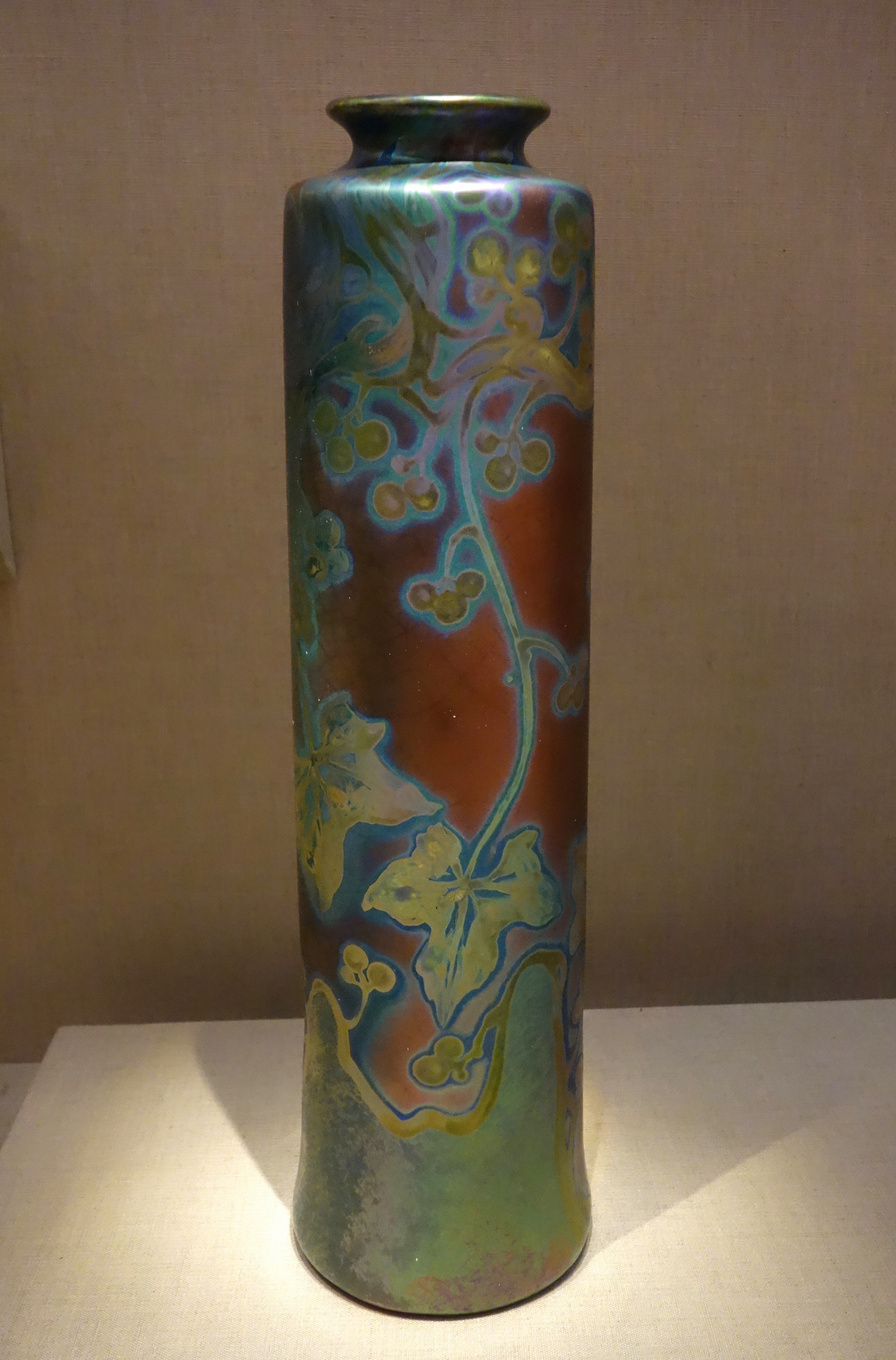
Vase de Jacques Sicard, vers 1903-1907.

La Weller Pottery est fondée en 1872 par Samuel A. Weller à Fultonham, aux États-Unis. À l'origine, son entreprise se composait d'une petite cabane et d'un four, et Weller produisait des pots de fleurs, des bols, des pots et des vases. En 1905, Weller Pottery était la plus grande poterie des États-Unis. Elle a produit en masse de la poterie d'art jusqu'en 1920 environ, et il a produit des lignes commerciales jusqu'à la fermeture de la poterie en 1948.

## Première période, 1872−1910
En 1872, alors que Samuel Augustus Weller (1851−1925) avait 21 ans, il fonda et exploita une poterie individuelle à Fultonham dans le comté de Muskingum. Entre 1882 et 1890, il s'est étendu à Zanesville, avec une usine sur Pierce Street le long de la rivière. En 1893, il a voit les plats de William Long à l'Exposition universelle de Chicago, et Long a rejoint Weller pour produire la ligne de faïence émaillée appelée Lonhuda. Lorsque Long quitte l'emploi de Weller après moins d'un an, Weller renomme cette ligne de faïence Louwelsa d'après le prénom de sa fille Louisa, née en 1896.

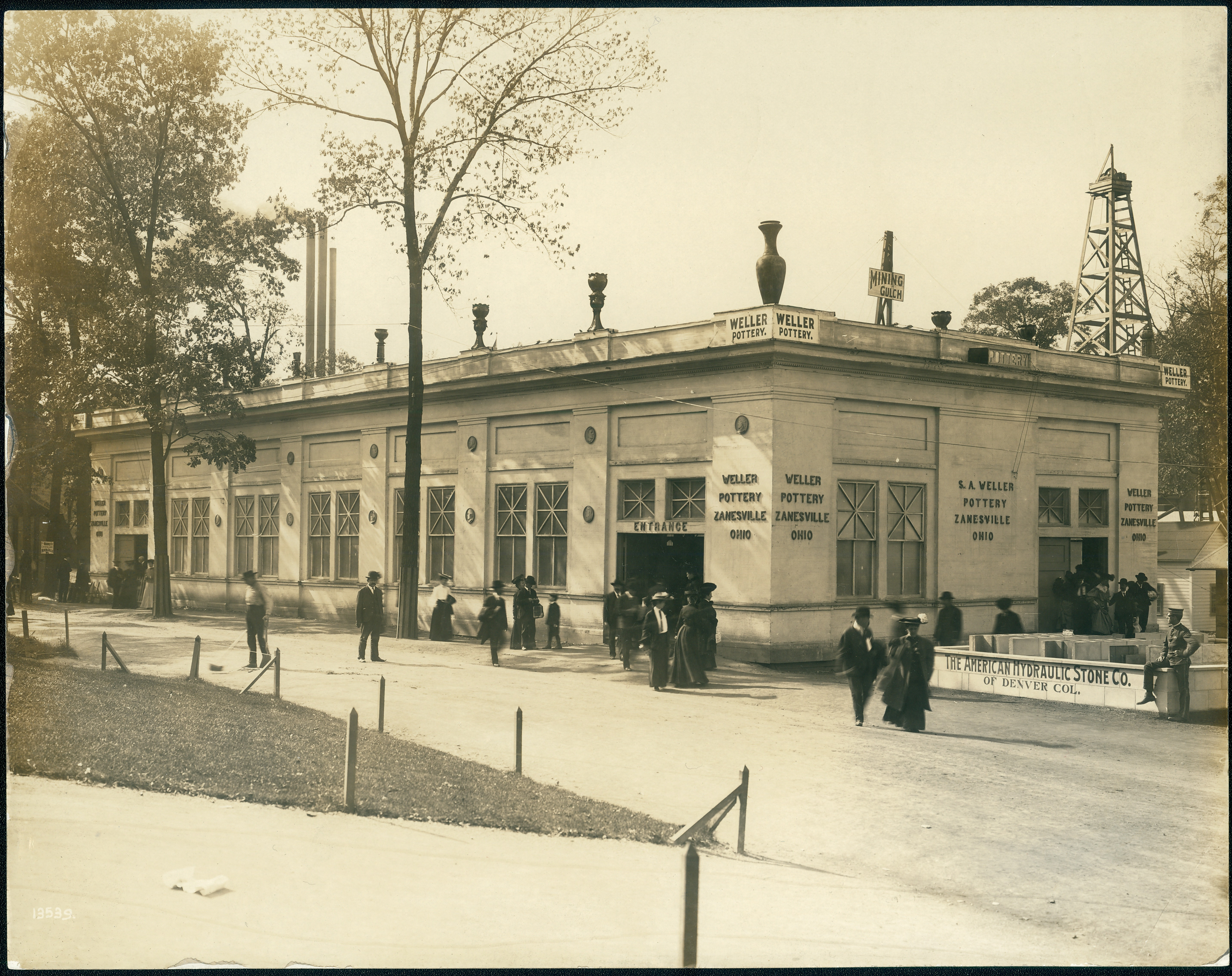
Bâtiment Weller Pottery à l'Exposition universelle de 1904.

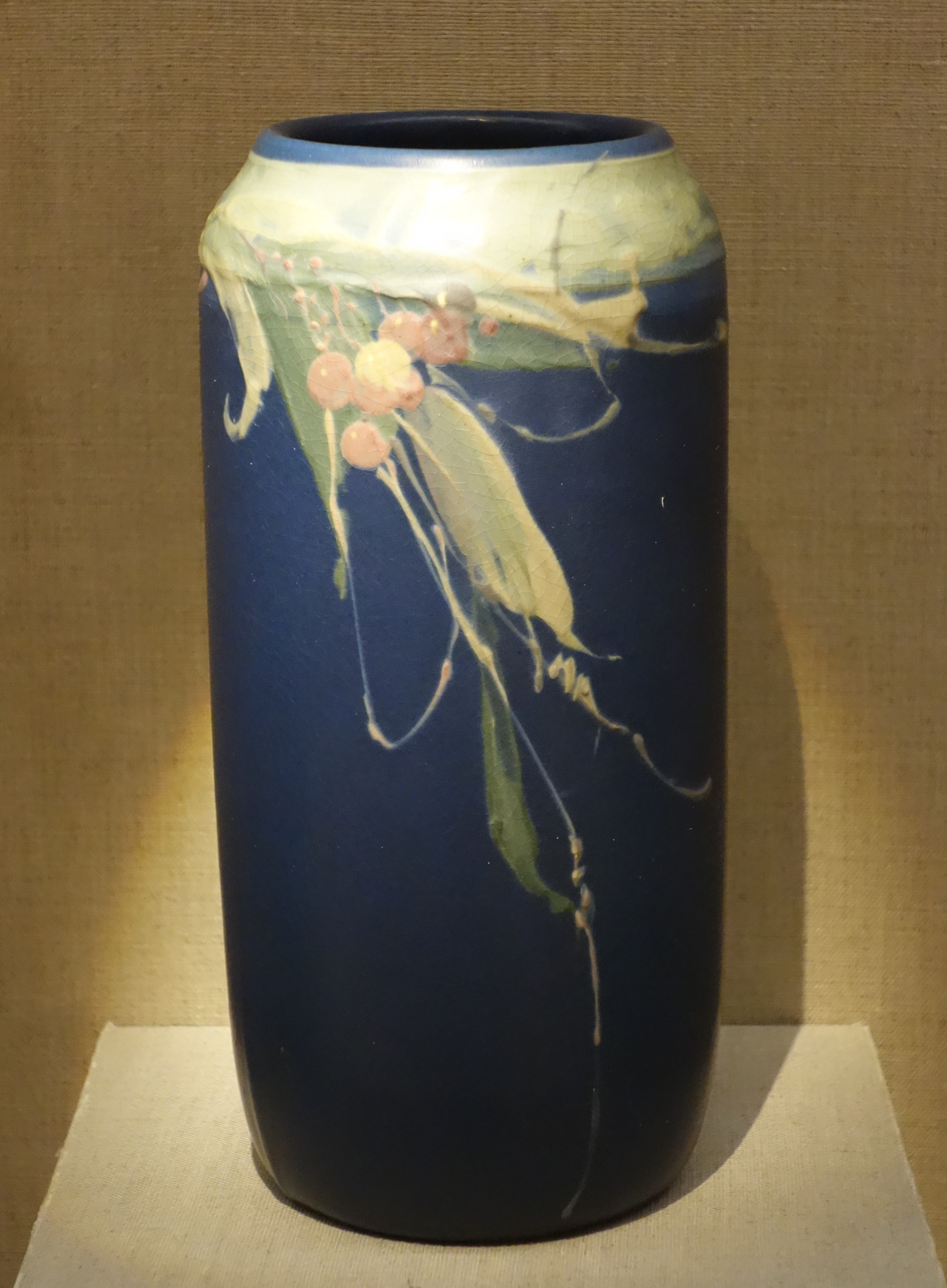
Vase, Weller Pottery, Zanesville, Ohio, vers 1905, terre cuite vernissée.

De 1895 à 1904, Charles Babcock Upjohn était le concepteur en chef de Weller, développant le Dickensware I, le Dickensware II, l'Eocean et le Corleone.
En 1897, Henry Schmidt conçoit la ligne Turada de Weller, la première ligne de poterie squeeze-bag dans la vallée de l'Ohio. Les décorateurs ornaient ces céramiques comme les décorateurs de gâteaux, pressant la peinture sur la céramique plutôt que de la peindre avec des pinceaux.
De 1902 à 1907, Jacques Sicard et Henri Gellie travaillent à la Weller Pottery pour développer une glaçure métallique, qui avait été introduite par Clément Massier en France en 1889, sous le nom de Reflets Metalliques . La ligne Sicardo est entrée en production à l'automne 1903, mais le processus était difficile et seulement 30% environ des pots finis étaient commercialisables,.
Au cours de cette même période, entre 1902 et 1905, Weller était devenu le plus grand potier et producteur de masse de poterie d'art au monde. En 1903 et 1904, Frederick Hurten Rhead a travaillé pendant une courte période à Weller Pottery, développant la ligne Jap Birdimal en 1904. Il quitte l'entreprise en 1904 pour devenir le premier directeur artistique de la RosevillePottery, et a ensuite conçu la très populaire ligne Fiesta pour la Homer Laughlin China Company.
À l'exposition universelle de Saint-Louis en 1904, Weller avait un était fortement représenté, et se faisait remarquer par son imposant vase de 2m 30 et un complet avec un four.
En 1908, Rudolph Lorber développe la ligne Dechiwo, qui a conduit à Burntwood, Claywood et d'autres lignes similaires.

### Lignes de la première période

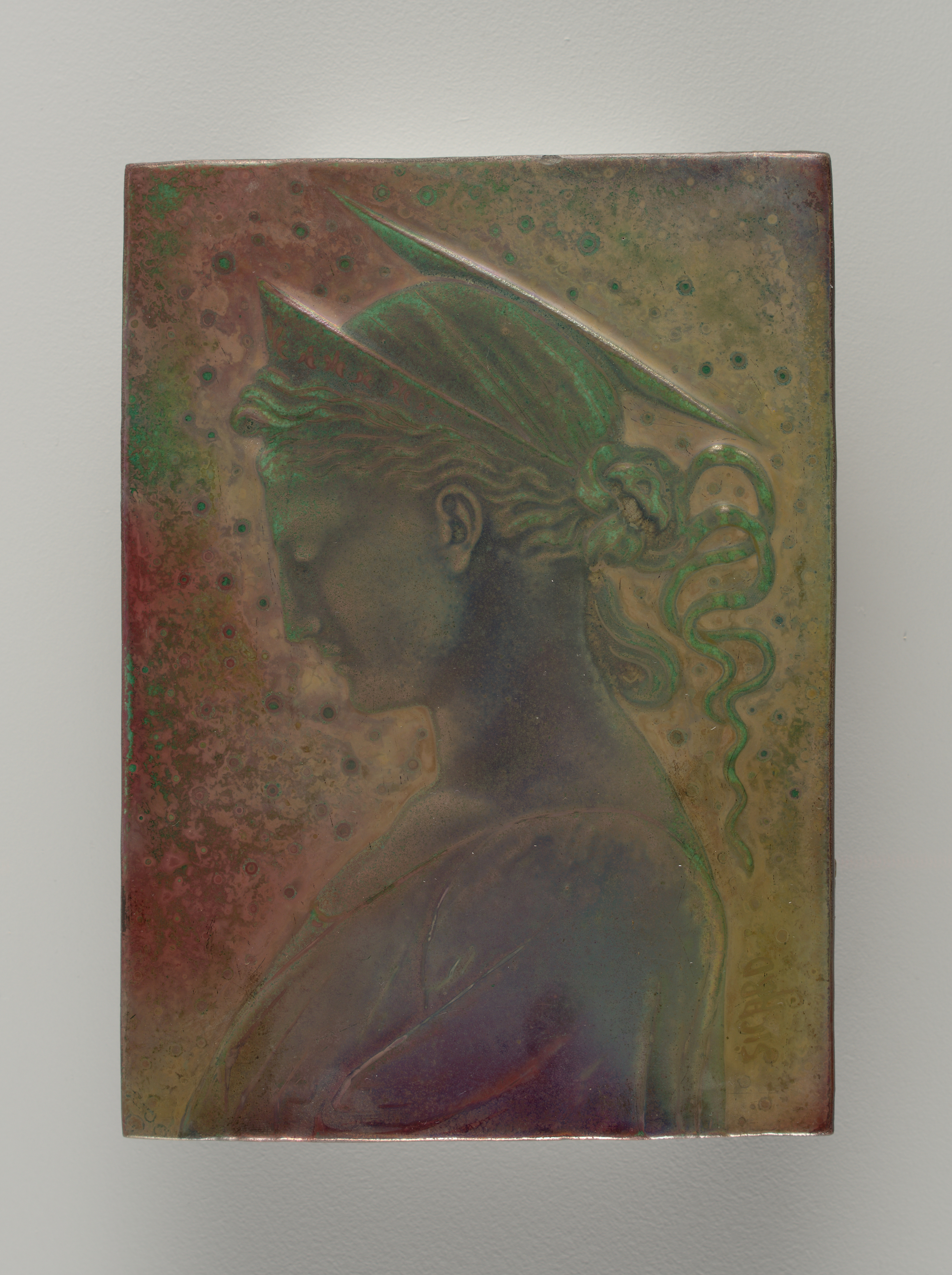
Portrait sur plaque, 1902–07, "Corps moulé en terre cuite rouge modelé en bas-relief avec un profil gauche préraphaélite d'une femme... Décor de lustres métalliques sur fond irisé, à prédominance dans les tons violets et verts."

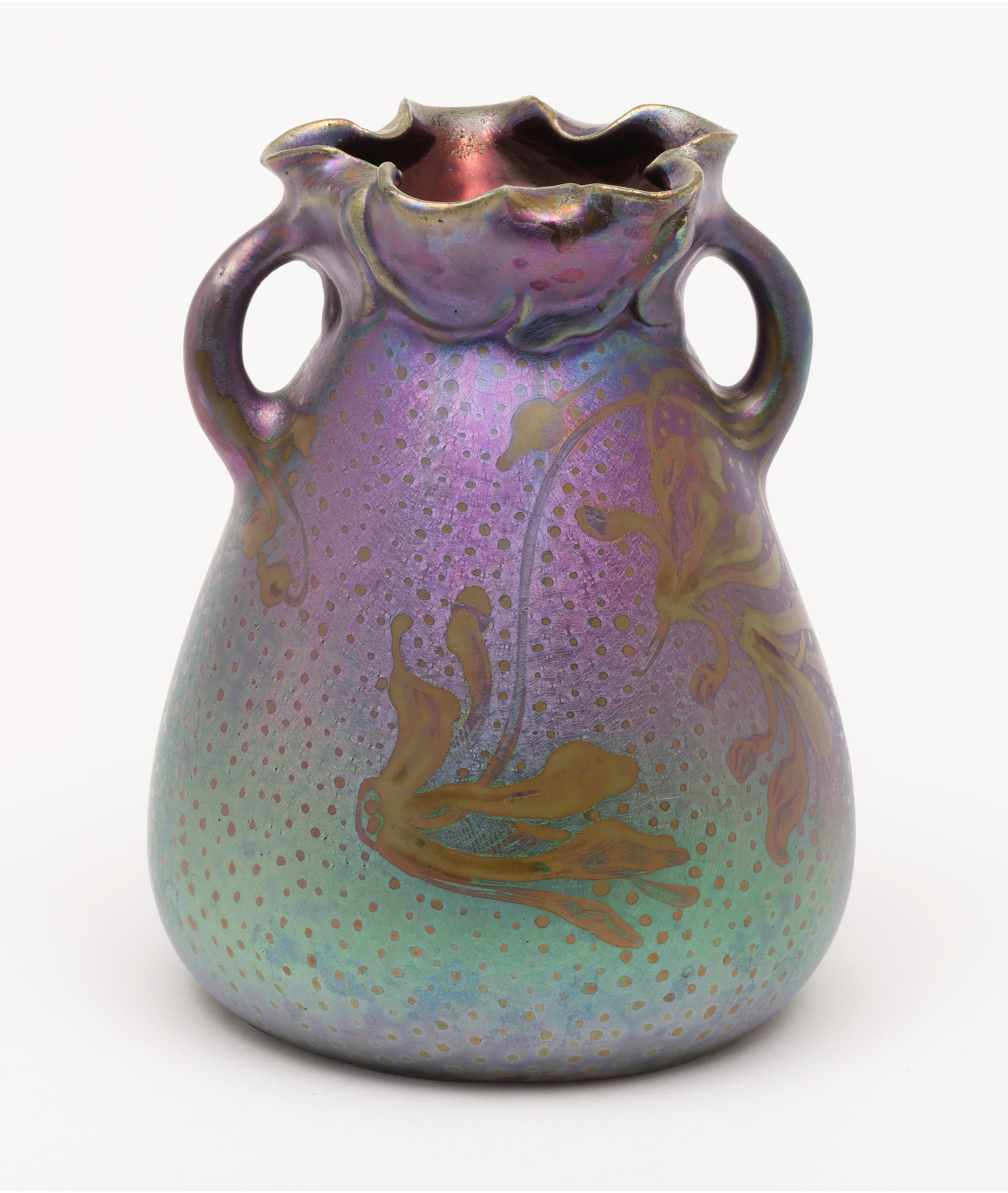
Vase, 1902–07, "Corps en argile gris chamois, coulé. Corps légèrement bulbeux, effilé au cou avec bord de feuille moulé serti... Motif à l'avant et à l'arrière de fleurs de chèvrefeuille et de vignes contre un motif à pois aléatoire peint en or. Nuances de fond irisées... Intérieur recouvert d'une glaçure rouge cuivrée brillante. Fond glacé d'une haute glaçure jaune verdâtre; rebord de pied non émaillé. Craquelure."

- Louwelsa 1896–1924

- Dickensware I 1897–1898

- Dickensware II 1900–1905

- Dickensware III 1903–1904

- Turada 1897–1898

- Aurelien 1898-1910

- Eocean 1898–1918

- Sicard 1902-1907

- Jap Birdimal 1903

- Fru Russet 1904

- Florette 1904

- Hunter 1904

- Matt Floretta 1904

- Perfecto 1904

- Dresden 1905–1910

- Etna 1906

- Burntwood et Claywood 1910

## Période intermédiaire, 1910−1932
De 1916 à 1929, Rudolph Lorber a développé les lignes Brighton birds, Muskota, Woodcraft, Forest, Glendale et d'autres grandes lignées naturalistes, se terminant par Coppertone en 1929. En 1917, Weller avait introduit la famille Hudson lines. Dans cette même période, Dorothy England Laughead crée Silvertone, Chase et Garden animals. John Lessell a dirigé le département de décoration de 1920 à 1924, développant des gammes de glaçures lustrées telles que LaSa, Marengo, Cloudburst, Lamar et d'autres.
Le 1er juillet 1922, Weller Pottery devient une entreprise connue sous le nom de "SA Weller, Inc.".
Samuel Augustus Weller décède le 4 octobre 1925. Son neveu Harry Weller en devient le président de 1925 à 1932, introduisant le fonctionnement continu du four. Il a consolidé les usines Weller en 1931 en raison de l'économie de l'ère de la dépression et est décédé dans un accident de voiture en 1932. De 1930 à 1932, les dernières lignes décorées à main levée introduites à Weller étaient Stellar, Geode, Cretone, Raceme et Bonito.

### Lignes de cette deuxième période
- Cameo Jewel 1910
- Souevo 1910
- Camelot 1913
- Clinton Ivory − avant 1914
- Roma 1914 − fin des années 1920
- Muskota 1915
- Teakwood 1915
- Athens 1915
- Blue Drapery 1915
- Brighton 1915
- Copra 1915
- Creamware 1915
- Fairfield 1915
- Orris 1915
- Baldin 1915 – 1920
- Flemish mileu des années 1910 − 1928
- Forrest milieu des années 1910 − 1928
- Jewell vers 1916
- Dupont fin des années 1910
- Rosemont fin des années 1910 − fin des années 1920
- Zona 1920

## Période tardive, 1932−1948
De 1932 à 1933, le gendre de Sam Weller, Frederic Grant, a été président pendant un an. Lorsque Grant se sépare d'Ethel, la fille de Weller, l'autre gendre de Weller, Irvin Smith (marié à Louise) devient président de l'entreprise de 1933 à 1937.
En 1935, la décoration à main levée avait pris fin à Weller Pottery; de 1935 à 1948, Weller produit des lignes en relief simplifié. De 1937 à 1948, Walter Hughes, ingénieur céramiste et ancien employé de l'American Encaustic Tiling Company, fut le dernier président de Weller Pottery. De 1947 à 1948, Essex Wire Corporation a acquis une part majoritaire de Weller, fermant la poterie en 1948.

### Lignes de cette dernière période
- Woodcraft 1920−1933
- Hudson années 1910 − milieu des années 1930
- Voile début des 1920 − 1938
- Alvin 1928
- Glendale années 1920
- Silvertone années 1920